# Sholaqqkorghan
Sholaqqkorghan är en ort i Kazakstan.   Den ligger i oblystet Sydkazakstan, i den centrala delen av landet, 800 km söder om huvudstaden Astana. Sholaqqkorghan ligger 466 meter över havet och antalet invånare är 10 836.
Terrängen runt Sholaqqkorghan är platt.  Trakten runt Sholaqqkorghan är nära nog obefolkad, med mindre än två invånare per kvadratkilometer. Trakten runt Sholaqqkorghan består i huvudsak av gräsmarker.